# Апухтин, Аким Иванович
Аким Иванович Апухтин (2 [13] сентября 1724 или 13 сентября 1724 — 26 июня [7 июля] 1798 или 7 июля 1798) — российский военный и государственный деятель.

## Биография
Начав службу в 1737 г. по комиссариатской части, он в 1764 году состоял в должности оберстер-кригскомиссара, а в 1768 г. генерал-майором при Главном Комиссариате. В 1773 г. назначен членом Военной Коллегии. Один из руководителей судебного процесса над Е. И. Пугачёвым и др. участниками Крестьянской войны 1773—75 гг. В 1776 г. произведен в генерал-лейтенанты, а в 1782 г. ему было поручено править должность симбирского и уфимского генерал-губернатора. Около 1784 г. он вышел в отставку.
Переводил с польского языка просветительскую драматургию — комедии Ф. Богомольца в «польском вкусе», высмеивавшие как старошляхетские устои и обычаи, так и галломанию современной польской шляхты (мотивы, созвучные русской комедиографии).
Умер в 1798 г. Похоронен в Даниловом монастыре.